# Rektorat kościoła Zmartwychwstania Pańskiego w Krakowie (Cmentarz Rakowicki)
Rektorat kościoła Zmartwychwstania Pańskiego w Krakowie – rektorat rzymskokatolicki należący do dekanatu Kraków-Kazimierz archidiecezji krakowskiej na Cmentarzu Rakowickim.

## Historia
Rektorat został utworzony w 1991 roku dekretem księdza kardynała Franciszka Macharskiego.
Po założeniu Cmentarza Rakowickiego w 1803 wybudowano drewnianą kaplicę. Prowizoryczna budowla i jej nieestetyczny wygląd wywołały ostrą krytykę w prasie krakowskiej. Z racji uznania Krakowa za twierdzę i prowadzenia prac fortyfikacyjnych oraz faktu, iż cmentarz znajdował się w bezpośrednim sąsiedztwie pasa fortyfikacyjnego, wojskowe władze austriackie czyniły znaczne trudności przy próbach wzniesienia nowej kaplicy cmentarnej.
Pierwszy projekt nowej neogotyckiej kaplicy został odrzucony. Krakowski bankier Ludwik Helcel i jego żona Anna Helcel postanowili wznieść kaplicę na własny koszt, powierzając realizację Józefowi Czeszce, budowniczemu i podpułkownikowi austriackiej artylerii. Do realizacji przyjęto projekt budowli o niskich wymiarach, bez wież w typie neoklasycystycznym. Pozwolenie na budowę uzyskano w 1856, ale kamień węgielny z nieznanych dziś przyczyn położono dopiero 27 lipca 1861. Uroczystej konsekracji kaplicy dokonał biskup krakowski Ludwik Łętowski 28 października 1862 roku.
Neoklasycystyczna kaplica została wzniesiona na placu znajdującym się w centrum pierwotnego założenia cmentarza. Nad wejściem do kaplicy znajduje się malowany na blasze obraz Matki Bożej Częstochowskiej z 1937 roku oraz napis "Beati qui in Domino moriuntur" (Błogosławieni, którzy w Panu umierają).
Elementy dekoracyjne na zewnątrz i wewnątrz kaplicy wykonano z piaskowca, mensy i retabula ołtarza głównego i dwóch bocznych z drewna dębowego. Obraz malowany na płótnie przez Józefa Planka w roku 1862 z ołtarza głównego przedstawia scenę Zmartwychwstania Chrystusa. W ołtarzach bocznych znajdują się obrazy Matki Boskiej z Dzieciątkiem oraz klęczącym św. Stanisławem biskupem w szatach pontyfikalnych i św. Barbarą (pokazywany jedynie w niektórych okresach roku liturgicznego) oraz Śmierć św. Józefa.
Zgodnie z wolą fundatorów wyrażoną w akcie fundacyjnym w podziemiach kaplicy znajduje się krypta grobowa rodziny Helclów, ale tylko tych, którzy znali i władali językiem polskim. Na ścianach wewnątrz kaplicy umieszczono epitafia rodziny Helclów pochowanych w podziemiach wykonane z czarnego marmuru dębnickiego z portretami zmarłych malowanymi na blasze. Zobaczyć można portret fundatora Ludwika (1810-1872), jego żony Anny (1813-1880) oraz brata Ludwika Antoniego Zygmunta Helcla (1808-1870) prawnika, historyka i profesora UJ.